# We come in pieces
We come in pieces es el segundo DVD en vivo de la banda de Rock alternativo Placebo. Fue anunciado el 24 de agosto de 2011 y lanzado el 31 de octubre de 2011.
Fue grabado durante un concierto de Placebo en Brixton Academy, Londres, el 28 de septiembre de 2010 el show final del Battle for the Sun tour. La presentación en vivo incluye 20 canciones, 15 de ellas nunca habían sido vistas en DVD
El lanzamiento fue en DVD, 2 Disc Deluxe y en ediciones Blu-Ray. La edición especial del DVD y la edición Blu-Ray incluye un documentario de la banda de su tour 2009-2010.
Lista de canciones:
- 01 Nancy boy
- 02 Ashtray heart
- 03 Battle for the Sun
- 04 Soulmates
- 05 Kitty litter
- 06 Every you every me
- 07 Special needs
- 08 Breathe underwater
- 09 The never-ending why
- 10 Bright lights
- 11 Meds
- 12 Teenage angst
- 13 All Apologies (Nirvana cover)
- 14 For what it's worth
- 15 Song to say goodbye
- 16 The bitter end
- 17 Trigger happy hands
- 18 Post-blue
- 19 Infra-Red
- 20 Taste in men

- Datos: Q16647832